# 糙皮桦
糙皮桦（学名：Betula utilis）是桦木科桦木属的植物。分布在阿富汗、印度、尼泊尔以及中国大陆的陕西、山西、青海、甘肃、河北、云南、西藏、四川、河南等地，生长于海拔1,700米至3,100米的地区，多生在山坡林中，目前尚未由人工引种栽培。

## 异名
- Betula albo-sinensis Burk. var. septentrionalis Schneid.